# Nemeskvassó
Nemeskvassó (szlovákul: Zemiansky Kvašov) Vágbeszterce városrésze Szlovákiában, a Zsolnai kerület Vágbesztercei járásában.

## Fekvése
Vágbeszterce központjától 4 km-re délkeletre fekszik.

## Története
A 18. század végén Vályi András így ír róla: „Nemes Kvassó. Tót fau Trentsén Várm. földes Ura Kvassay Uraság, fekszik Vág Beszterczének szomszédságában, mellynek filiája, határjában réttye, legelője, fája van; de földgye soványas.”
Fényes Elek 1851-ben kiadott geográfiai szótárában így ír a faluról: „Kvassó , Trencsén m. tót falu, Besztercze mellett: 160 kath., 16 zsidó lak. Kastély; urasági majorság; jó rét és legelő; sovány föld. F. u. Kvassay család. Ut. p. Trencsén.”
1910-ben 152, túlnyomórészt szlovák lakosa volt. 1920-ig Trencsén vármegye Vágbesztercei járásához tartozott.
1971-ben csatolták Vágbesztercéhez.

## Külső hivatkozások
- Nemeskvassó Szlovákia térképén

## Lásd még
- Vágbeszterce
- Alsóhidas
- Felsőhidas
- Kisfarkasd
- Milohó
- Paraznó
- Podmanin
- Sebestyénfalva
- Vágalja
- Vághéve
- Vágváralja
- Vágzsigmondháza